# Монкан Ганкyн
Киттикун Бункамчун (тај. สิบเอกกิตติคุณ บุญค้ำจุน; 20. јул 1973 — ), познатији као Монкан Ганкyн (тај. มนต์แคน แก่นคูน), је тајландски певач. Изводи мор лам и лук тунг музику.

## Биографија
Рођен је 20. јул 1973. године у провинцији Јасотхон, у региону Исан. У индустрију је ушао 1991. године, а прославио се 2008. музичким албумом Yang Khoi Thee Soy Derm.
Почетком 2021. године откривено је да је он најгледанији певач на Јутјубу на Тајланду, са више гледалаца од девојачке групе светске класе Blackpink.

## Дискографија
- 2005 - Yang Koay Thee Soai Derm[3]
- 2006 - Yam Tor Khor Toe Haa
- 2008 - Sang Fan Duai Kan Bor
- 2009 - Roang Ngan Pit Kid Hot Nong
- 2010 - Fan Eek Krang Tong Pueng Ther
- 2012 - Trong Nan Kue Na Thee Trong Nee Kue Hua Jai
- 2016 - Hai Khao Rak Ther Muean Ther Rak Khaw[4][5]
- 2018 - Ai Hak Khaw Toan Jao Bor Hak
- 2019 - San Ya Nam Ta Mae